# Белорък гибон
Белоръкият гибон (наричан още лар) (Hylobates lar) е азиатски примат от семейство Гибони. Той е един от най-известните представители на семейството и чест представител на зоологическите колекции.

## Разпространение
Ареалът на разпространение на белоръкия гибон се простира от югозападните ъгли на Китай в провинция Юннан на юг през Мианмар и Лаос към Тайланд и достига почти до самия край на полуостров Малака. Ареалът му обхваща и северозападния ъгъл на полуостров Суматра. Местообитанията му са тропическите гори, които поради изсичането им са причина днешните популации да бъдат силно фрагментирани. Вероятно днес видът не се среща вече в Китай, където в миналото е населявал юннанският подвид на белоръкия гибон. Макар че род Гибони е силно алопатричен и видовете са изолирани от големи реки, но в Малака и Суматра видът споделя местообитанията си със сиаманга.

## Подвидове
Белоръкият гибон е представен от пет подвида:
- Hylobates lar lar – Малайзийски белорък гибон
- Hylobates lar carpenteri – Белорък гибон на Карпентър
- Hylobates lar entelloides – Централен белорък гибон
- Hylobates lar vestitus – Суматрански белорък гибон
- Hylobates lar yunnanensis – Юннански белорък гибон

## Описание
Цветът на козината при представителите на вида варира от черен и тъмнокафяв до светлокафяв и пясъчен. Ръцете и краката в областта на дланите и ходилата са бели. Бяла е и козината, която огражда черното лице. И мъжките и женските представители могат са бъдат оцветени и в двата основни варианта. Козината е гъста и отлично защитава организма от студ и от влага през дъждовния сезон. Размерът на тялото е почти еднакъв и при двата пола. Тялото е леко и стройно, ръцете са дълги и силни, липсва опашка. Краката са по-къси от ръцете. Показателят измерващ това съотношение между крайниците при тях е най-голям сред всички примати. Лицето е голо, липсват косми. На цвят е черно. Очите са разположени близо едно до друго и осигуряват добро бинокулярно зрение.

## Хранене
Белоръкият гибон е предимно плодояден вид. Плодовете съставляват около половината от неговото меню. Листата са втората по количество част от менюто и представляват около 29%, насекомите са около 13% и цветове около 9%.. Зъбната формула е {\displaystyle {\tfrac {2.1.2.3}{2.1.2.3}}}. Това е и основната зъбна формула при маймуните от Стария свят и човекоподобните маймуни. Зъбната аркада има U-образна форма, а долната челюст е тънка и лека. Резците са широки и плоски, а кътниците са ниски, заоблени, с дебел емайл. Най-забележимата характеристика на зъбите при представителите на вида са високите кучешки зъби, които са характерни и за двата пола.

## Поведение
Белоръките гибони са дневни дървесни животни, обитаващи тропическите гори. Те рядко слизат на земята и поради това по-често за придвижването си използват добре развитите си ръце. С тяхна помощ те се захващат по клоните и благодарение на инерцията на тялото се прехвърлят към други. В случаите, когато се наложи да ходят по земята се движат с вдигнати ръце за да постигат баланс на тялото при ходене. Образуват група от моногамна двойка с няколко малки от няколко поколения. Когато малкото достигне полова зрялост напуска групата в търсене на брачен партньор. Семейните групи обитават определена територия, които я защитават от други с помощта на звукови сигнали. Всяка сутрин семейството се събира на границата на своята територия и започва да реве. Всяка двойка издава определени звуци, които се разпознават от своите съседи.

## Размножаване
Репродуктивните характеристики на вида са твърде сходни с тези на останалите гибони. Бременността продължава седем месеца. Раждат по едно малко, което в продължение на около две години суче. На осем години достига полова зрялост и напуска семейната група. Продължителността на живота при белоръките гибони е около 25 години.

## Природозащитен статус
Белоръкият гибон е застрашен от изчезване в природата вид. Юннанският подвид вероятно вече е изчезнал от горите на Китай. Представителите на вида са жертва на лов за месо, често родителите са убивани, а малките са залавяни и продавани като домашни любимци. В ареала му на разпространение дърводобива и унищожаването на горите са причина за фрагментиране на популациите.